# Enquadernació en rústica

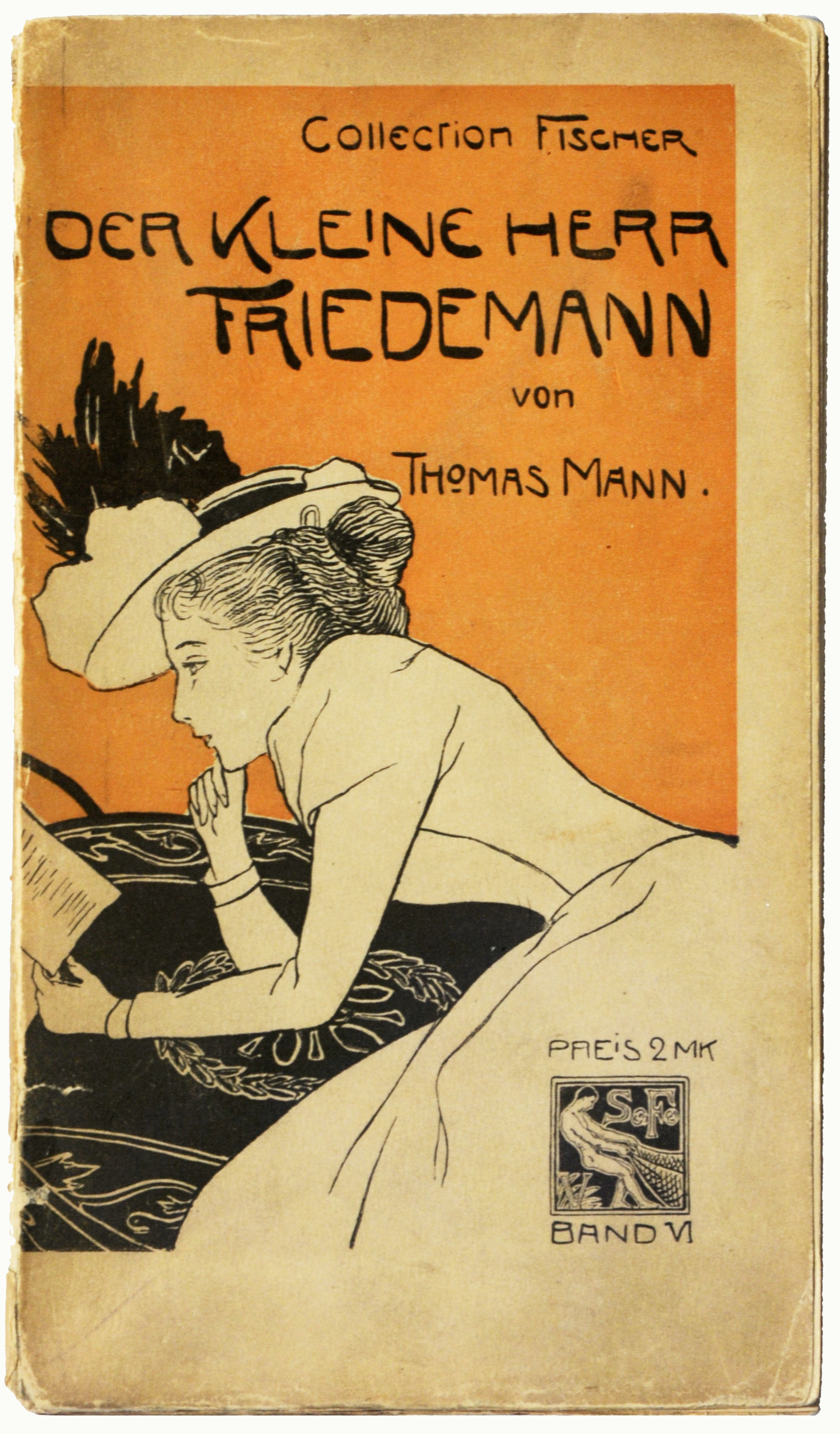
Exemple

L'enquadernació de tapa tova o en rústica o a la rústica és un tipus d'enquadernació en la qual el llibre, cosit o encolat, està folrat simplement amb una coberta de paper o de cartró, generalment fort encara que no necessàriament rígida, i encolada al llom. Generalment els llibres d'aquesta manera enquadernats són els d'edicions barates, ja que una enquadernació d'aquest tipus és molt més econòmica que una enquadernació cartoné (de cobertes rígides). Si a més les fulles no es cusen sinó que s'encolen, el cost de la peça és menor. Per aquesta mateixa raó el paper en aquest tipus de llibres sol ser de baixa qualitat.
Aquest tipus d'enquadernació existeix des de mitjan segle xix, però es va popularitzar al voltant de 1930. Les edicions de butxaca usen gairebé sistemàticament l'enquadernació en rústica. Els comic books són també un bon exemple d'aquest tipus d'enquadernació.
En l'oposició habitual que es fa entre les enquadernacions «de tapa dura» i les enquadernacions «de tapa tova», l'enquadernació «de tapa tova» rep el nom d'«enquadernació en rústica» mentre que l'enquadernació «de tapa dura» rep el nom de «enquadernació cartoné».